# Liste von Terroranschlägen in Somalia
Die Liste von Terroranschlägen in Somalia beinhaltet eine Übersicht über in Somalia verübte Terroranschläge.

## Erläuterung
In der Spalte Politische Ausrichtung ist die politische bzw. weltanschauliche Einordnung der Täter angegeben: faschistisch, rassistisch, nationalistisch, nationalsozialistisch, sozialistisch, kommunistisch, antiimperialistisch, islamistisch (schiitisch, sunnitisch, deobandisch, salafistisch, wahhabitisch), hinduistisch. Bei vorrangig auf staatliche Unabhängigkeit oder Autonomie zielender Ausrichtung ist autonomistisch vorangestellt, gefolgt von der Region oder der Volksgruppe und ggf. weiteren Merkmalen der Täter: armenisch, irisch (katholisch), kurdisch, tirolisch, tschetschenisch, dagestanisch, punjabisch (sikhistisch), palästinensisch.
Die Opferzahlen der Anschläge werden farbig dargestellt:

Die Zahl bei den Anschlägen getöteter/verletzter Täter ist in Klammern ( ) gesetzt.

## 1989
| Datum/Beginn  | Ort   | Artikel/Quelle(n) | Täter | Politische Ausrichtung | Mittel | Ziel     | Tote | Verletzte | Hintergrund             |
| ------------- | ----- | ----------------- | ----- | ---------------------- | ------ | -------- | ---- | --------- | ----------------------- |
| 28. Juni 1989 | Awdal | [ 1 ]             | SNM   | antikommunistisch      | Rakete | Flugzeug | 30   | 0         | Somalischer Bürgerkrieg |

## 1993
| Datum/Beginn  | Ort        | Artikel/Quelle(n) | Täter                        | Politische Ausrichtung | Mittel       | Ziel                      | Tote | Verletzte | Hintergrund             |
| ------------- | ---------- | ----------------- | ---------------------------- | ---------------------- | ------------ | ------------------------- | ---- | --------- | ----------------------- |
| 06. Juni 1993 | Mogadischu | [ 2 ]             | Mohammed-Farah-Aidid-Kämpfer |                        | Schusswaffen | Pakistanische UN-Soldaten | 24   | 59        | Somalischer Bürgerkrieg |

## 1994
| Datum/Beginn    | Ort        | Artikel/Quelle(n) | Täter           | Politische Ausrichtung | Mittel                      | Ziel             | Tote | Verletzte | Hintergrund             |
| --------------- | ---------- | ----------------- | --------------- | ---------------------- | --------------------------- | ---------------- | ---- | --------- | ----------------------- |
| 31. Januar 1994 | Mogadischu | [ 3 ]             |                 |                        | Automatische Schusswaffe(n) | US-Militärkonvoi | 8    | 24        | Somalischer Bürgerkrieg |
| 20. April 1994  | Mogadischu | [ 4 ]             | Habr Gedir Clan |                        | Automatische Schusswaffe(n) | Claneinheit      | 0    | 43        | Somalischer Bürgerkrieg |

## 1995
| Datum/Beginn    | Ort        | Artikel/Quelle(n) | Täter | Politische Ausrichtung | Mittel | Ziel  | Tote | Verletzte | Hintergrund             |
| --------------- | ---------- | ----------------- | ----- | ---------------------- | ------ | ----- | ---- | --------- | ----------------------- |
| 26. August 1995 | Mogadischu | [ 5 ]             |       |                        |        | Clans | 22   | 150       | Somalischer Bürgerkrieg |

## 1997
| Datum/Beginn      | Ort       | Artikel/Quelle(n) | Täter | Politische Ausrichtung | Mittel         | Ziel        | Tote | Verletzte | Hintergrund             |
| ----------------- | --------- | ----------------- | ----- | ---------------------- | -------------- | ----------- | ---- | --------- | ----------------------- |
| 14. August 1997   | Galguduud | [ 6 ]             | RRA   | autonomistisch         | Schusswaffe(n) | Milizkonvoi | 30   | 0         | Somalischer Bürgerkrieg |
| 27. August 1997   | Baidoa    | [ 7 ]             | RRA   | autonomistisch         |                | Lager       | 17   | 29        | Somalischer Bürgerkrieg |
| 11. November 1997 | Bakool    | [ 8 ]             | RRA   | autonomistisch         |                | Miliz       | 12   | 23        | Somalischer Bürgerkrieg |
| 29. Dezember 1997 | Huddur    | [ 9 ]             | RRA   | autonomistisch         | Schusswaffe(n) | Miliz       | 25   | 35        | Somalischer Bürgerkrieg |

## 2007
| Datum/Beginn      | Ort        | Artikel/Quelle(n) | Täter                              | Politische Ausrichtung     | Mittel                    | Ziel                                             | Tote | Verletzte | Hintergrund             |
| ----------------- | ---------- | ----------------- | ---------------------------------- | -------------------------- | ------------------------- | ------------------------------------------------ | ---- | --------- | ----------------------- |
| 11. Februar 2007  | Kismaayo   | [ 10 ] [ 11 ]     |                                    |                            | Granate, Sprengsatz       | Kundgebung, Zivilisten                           | 9    | 49        | Somalischer Bürgerkrieg |
| 19. Februar 2007  | Mogadischu | [ 12 ]            |                                    |                            | Mörser                    | Villa Somalia, Krankenhaus, Militärhauptquartier | 13   | 100       | Somalischer Bürgerkrieg |
| 07. März 2007     | Mogadischu | [ 13 ]            |                                    |                            | Panzerfaust, Schusswaffen | Militärkonvoi, Zivilisten                        | 10   | 20        | Somalischer Bürgerkrieg |
| 02. August 2007   | Mogadischu | [ 14 ]            | vermutlich Muslimische Extremisten |                            | Sprengstoff               | Wohngebiet                                       | 10   | 25        | Somalischer Bürgerkrieg |
| 17. Dezember 2007 | Mogadischu | [ 15 ]            | al-Shabaab                         | wahhabitisch, islamistisch | Mörser, Schusswaffen      | Militärstützpunkt                                | 34   | 40        | Somalischer Bürgerkrieg |

## 2008
| Datum/Beginn       | Ort        | Artikel/Quelle(n) | Täter                              | Politische Ausrichtung     | Mittel                 | Ziel                    | Tote | Verletzte | Hintergrund             |
| ------------------ | ---------- | ----------------- | ---------------------------------- | -------------------------- | ---------------------- | ----------------------- | ---- | --------- | ----------------------- |
| 05. Februar 2008   | Boosaaso   | [ 16 ]            |                                    |                            | Granate                | Zivilisten              | 21   | 100       | Somalischer Bürgerkrieg |
| 29. März 2008      | Mogadischu | [ 17 ]            | vermutlich Muslimische Extremisten |                            | Mörser                 | Präsidentenpalast       | 16   | 20        | Somalischer Bürgerkrieg |
| 07. Juli 2008      | Baidoa     | [ 18 ]            | vermutlich al-Shabaab              | wahhabitisch, islamistisch | Mörser                 | Präsidentenpalast       | 11   | 20        | Somalischer Bürgerkrieg |
| 03. August 2008    | Mogadischu | [ 19 ]            |                                    |                            | Sprengfalle            | Straßenkehrerinnen      | 20   | 45        | Somalischer Bürgerkrieg |
| 20. August 2008    | Kismaayo   | [ 20 ]            | al-Shabaab                         | wahhabitisch, islamistisch | Landmine, Schusswaffen | Milizionäre, Zivilisten | 28   | 39        | Somalischer Bürgerkrieg |
| 22. September 2008 | Mogadischu | [ 21 ]            | al-Shabaab                         | wahhabitisch, islamistisch | Mörser                 | Markt                   | 30   | 60        | Somalischer Bürgerkrieg |
| 07. Oktober 2008   | Mogadischu | [ 22 ]            | al-Shabaab                         | wahhabitisch, islamistisch | Mörser                 | Präsidentenresidenz     | 20   | 35        | Somalischer Bürgerkrieg |

## 2009
| Datum/Beginn      | Ort        | Artikel/Quelle(n) | Täter                 | Politische Ausrichtung     | Mittel                             | Ziel              | Tote     | Verletzte | Hintergrund             |
| ----------------- | ---------- | ----------------- | --------------------- | -------------------------- | ---------------------------------- | ----------------- | -------- | --------- | ----------------------- |
| 25. April 2009    | Mogadischu | [ 23 ]            | al-Shabaab            | wahhabitisch, islamistisch | Mörser                             | Parlamentsgebäude | 8        | 21        | Somalischer Bürgerkrieg |
| 05. Juni 2009     | Galguduud  | [ 24 ]            |                       |                            |                                    | Milizionäre       | 28 (+36) |           | Somalischer Bürgerkrieg |
| 18. Juni 2009     | Beledweyne | [ 25 ]            | vermutlich al-Shabaab | wahhabitisch, islamistisch | Selbstmordattentäter mit Autobombe | Hotel             | 54 (+1)  | 62        | Somalischer Bürgerkrieg |
| 13. Oktober 2009  | Mogadischu | [ 26 ]            | al-Shabaab            | wahhabitisch, islamistisch | Entführung                         | Zivilisten        | 0        | 200+      | Somalischer Bürgerkrieg |
| 02. Dezember 2009 | Boosaaso   | [ 27 ]            |                       |                            | Sprengsatz                         | Kino              | 2        | 25        | Somalischer Bürgerkrieg |
| 03. Dezember 2009 | Mogadischu | [ 28 ]            | vermutlich al-Shabaab | wahhabitisch, islamistisch | Selbstmordattentäter               | Hotel             | 23 (+1)  | 60        | Somalischer Bürgerkrieg |

## 2010
| Datum/Beginn    | Ort             | Artikel/Quelle(n) | Täter                 | Politische Ausrichtung     | Mittel     | Ziel                                   | Tote | Verletzte | Hintergrund             |
| --------------- | --------------- | ----------------- | --------------------- | -------------------------- | ---------- | -------------------------------------- | ---- | --------- | ----------------------- |
| 12. April 2010  | Mogadischu      | [ 29 ]            |                       |                            | Mörser     | Flughafen Mogadischu, Militärzeremonie | 20   | 30        | Somalischer Bürgerkrieg |
| 16. Mai 2010    | Mogadischu      | [ 30 ]            |                       |                            | Mörser     | Parlamentsgebäude                      | 16   | 31        | Somalischer Bürgerkrieg |
| 21. Juni 2010   | Mogadischu      | [ 31 ]            | vermutlich al-Shabaab | wahhabitisch, islamistisch |            | Milizionäre                            | 10   | 20        | Somalischer Bürgerkrieg |
| 31. August 2010 | nahe Mogadischu | [ 32 ]            |                       |                            | Sprengsatz | Busse                                  | 15   | 30        | Somalischer Bürgerkrieg |

## 2011
| Datum/Beginn      | Ort        | Artikel/Quelle(n) | Täter                 | Politische Ausrichtung     | Mittel                               | Ziel                    | Tote    | Verletzte | Hintergrund             |
| ----------------- | ---------- | ----------------- | --------------------- | -------------------------- | ------------------------------------ | ----------------------- | ------- | --------- | ----------------------- |
| 21. Februar 2011  | Mogadischu | [ 33 ]            | al-Shabaab            | wahhabitisch, islamistisch | 4 Selbstmordattentäter mit Autobombe | Polizeitrainingszentrum | 15 (+4) | 35        | Somalischer Bürgerkrieg |
| 02. März 2011     | Galguduud  | [ 34 ]            | al-Shabaab            | wahhabitisch, islamistisch | Stichwaffen                          | Zivilisten              | 0       | 47        | Somalischer Bürgerkrieg |
| 12. April 2011    | Mogadischu | [ 35 ]            | vermutlich al-Shabaab | wahhabitisch, islamistisch | Mörser                               | Militärstützpunkt       | 4       | 45        | Somalischer Bürgerkrieg |
| 04. Oktober 2011  | Mogadischu | [ 36 ]            | al-Shabaab            | wahhabitisch, islamistisch | Selbstmordattentäter mit Autobombe   | Regierungsgebäude       | 100+    | 160+      | Somalischer Bürgerkrieg |
| 04. November 2011 | Hiiraan    | [ 37 ]            | al-Shabaab            | wahhabitisch, islamistisch |                                      | Milizionäre             | 5       | 24        | Somalischer Bürgerkrieg |
| 30. November 2011 | Mogadischu | [ 38 ]            | vermutlich al-Shabaab | wahhabitisch, islamistisch | Sprengsatz                           | Zivilisten              | 4       | 39        | Somalischer Bürgerkrieg |

## 2012
| Datum/Beginn       | Ort          | Artikel/Quelle(n) | Täter                 | Politische Ausrichtung     | Mittel                                           | Ziel                                         | Tote    | Verletzte | Hintergrund             |
| ------------------ | ------------ | ----------------- | --------------------- | -------------------------- | ------------------------------------------------ | -------------------------------------------- | ------- | --------- | ----------------------- |
| 24. Januar 2012    | Beledweyne   | [ 39 ]            | al-Shabaab            | wahhabitisch, islamistisch | Selbstmordattentäter mit Autobombe               | Militärstützpunkt, Äthiopische Soldaten      | 30 (+1) | 70        | Somalischer Bürgerkrieg |
| 08. Februar 2012   | Mogadischu   | [ 40 ]            | al-Shabaab            | wahhabitisch, islamistisch | Selbstmordattentäter mit Autobombe               | Hotel                                        | 15 (+1) | 23        | Somalischer Bürgerkrieg |
| 27. Februar 2012   | Mogadischu   | [ 41 ]            | vermutlich al-Shabaab | wahhabitisch, islamistisch | Landmine                                         | Fußballspiel                                 | 10      | 20        | Somalischer Bürgerkrieg |
| 29. Februar 2012   | Garbahaarrey | [ 42 ]            | al-Shabaab            | wahhabitisch, islamistisch | Mörser, Schusswaffen                             | Soldaten                                     | 15      | 30        | Somalischer Bürgerkrieg |
| 09. April 2012     | Baidoa       | [ 43 ]            | al-Shabaab            | wahhabitisch, islamistisch | Sprengsatz                                       | Markt                                        | 12      | 35        | Somalischer Bürgerkrieg |
| 20. September 2012 | Mogadischu   | [ 44 ]            | vermutlich al-Shabaab | wahhabitisch, islamistisch | 2 Selbstmordattentäter, einer mit Schusswaffe(n) | Regierungsmitglied, Journalisten, Polizisten | 20 (+2) | 4         | Somalischer Bürgerkrieg |
| 13. Oktober 2012   | Bay          | [ 45 ]            | al-Shabaab            | wahhabitisch, islamistisch | Schusswaffen                                     | Soldaten                                     | 0 (+2)  | 24        | Somalischer Bürgerkrieg |

## 2013
| Datum/Beginn       | Ort        | Artikel/Quelle(n) | Täter      | Politische Ausrichtung     | Mittel                                                         | Ziel                         | Tote    | Verletzte | Hintergrund             |
| ------------------ | ---------- | ----------------- | ---------- | -------------------------- | -------------------------------------------------------------- | ---------------------------- | ------- | --------- | ----------------------- |
| 13. April 2013     | Mogadischu | [ 46 ]            | al-Shabaab | wahhabitisch, islamistisch | Autobombe, Selbstmordattentäter mit Automatischen Schusswaffen | Gerichtsgebäude              | 29 (+9) | 58        | Somalischer Bürgerkrieg |
| 05. Mai 2013       | Mogadischu | [ 47 ]            | al-Shabaab | wahhabitisch, islamistisch | Selbstmordattentäter mit Autobombe                             | Regierungskonvoi, Zivilisten | 8 (+1)  | 25        | Somalischer Bürgerkrieg |
| 07. September 2013 | Mogadischu | [ 48 ] [ 49 ]     | al-Shabaab | wahhabitisch, islamistisch | Selbstmordattentäter mit Autobombe, Autobombe                  | Restaurant                   | 15 (+1) | 23        | Somalischer Bürgerkrieg |
| 12. September 2013 | Kismaayo   | [ 50 ]            | al-Shabaab | wahhabitisch, islamistisch | Autobombe                                                      | Konvoi                       | 20      | 24        | Somalischer Bürgerkrieg |
| 19. Oktober 2013   | Beledweyne | [ 51 ]            | al-Shabaab | wahhabitisch, islamistisch | Selbstmordattentäter                                           | Restaurant, Soldaten         | 15 (+1) | 33        | Somalischer Bürgerkrieg |
| 05. Dezember 2013  | Boosaaso   | [ 52 ]            | al-Shabaab | wahhabitisch, islamistisch | Selbstmordattentäter mit Autobombe                             | Marinefahrzeuge              | 9 (+1)  | 37        | Somalischer Bürgerkrieg |

## 2014
| Datum/Beginn       | Ort           | Artikel/Quelle(n)    | Täter                 | Politische Ausrichtung     | Mittel                                           | Ziel                             | Tote     | Verletzte | Hintergrund             |
| ------------------ | ------------- | -------------------- | --------------------- | -------------------------- | ------------------------------------------------ | -------------------------------- | -------- | --------- | ----------------------- |
| 01. Januar 2014    | Mogadischu    | [ 53 ] [ 54 ] [ 55 ] | al-Shabaab            | wahhabitisch, islamistisch | 3 Selbstmordattentäter mit Autobomben, Autobombe | Hotel, Soldaten, Zivilisten      | 8 (+3)   | 40        | Somalischer Bürgerkrieg |
| 11. März 2014      | Mogadischu    | [ 56 ]               | vermutlich al-Shabaab | wahhabitisch, islamistisch | Landmine                                         | Soldaten, Zivilisten             | 6        | 24        | Somalischer Bürgerkrieg |
| 18. März 2014      | Buulobarde    | [ 57 ]               | al-Shabaab            | wahhabitisch, islamistisch | Selbstmordattentäter mit Autobombe, Schusswaffen | Hotel, Soldaten                  | 20 (+4)  | 13        | Somalischer Bürgerkrieg |
| 13. April 2014     | Bakool        | [ 58 ]               | al-Shabaab            | wahhabitisch, islamistisch | Schusswaffen                                     | Militärkonvoi                    | 11       | 24        | Somalischer Bürgerkrieg |
| 27. Mai 2014       | Bakool        | [ 59 ] [ 60 ]        | al-Shabaab            | wahhabitisch, islamistisch | Schusswaffen, Brandstiftung, Fahrzeuge           | Militärstützpunkt, Militärkonvoi | 55 (+24) |           | Somalischer Bürgerkrieg |
| 18. Juli 2014      | Bay           | [ 61 ]               | al-Shabaab            | wahhabitisch, islamistisch |                                                  | Polizisten, Zivilisten           | 15       | 22        | Somalischer Bürgerkrieg |
| 08. September 2014 | Mogadischu    | [ 62 ] [ 63 ]        | al-Shabaab            | wahhabitisch, islamistisch | 2 Selbstmordattentäter mit Autobomben            | Sicherheitskonvois               | 12 (+2)  | 29        | Somalischer Bürgerkrieg |
| 12. Oktober 2014   | Mogadischu    | [ 64 ]               | al-Shabaab            | wahhabitisch, islamistisch | Autobombe                                        | Café                             | 20       |           | Somalischer Bürgerkrieg |
| 08. November 2014  | Jubbada Hoose | [ 65 ]               | al-Shabaab            | wahhabitisch, islamistisch | Schusswaffen                                     | Soldaten, Milizionäre            | 60 (+31) |           | Somalischer Bürgerkrieg |
| 05. Dezember 2014  | Baidoa        | [ 66 ] [ 67 ]        | al-Shabaab            | wahhabitisch, islamistisch | 2 Selbstmordattentäter, einer mit Autobombe      | Restaurant                       | 14 (+2)  | 32        | Somalischer Bürgerkrieg |

## 2015
| Datum/Beginn       | Ort           | Artikel/Quelle(n) | Täter                 | Politische Ausrichtung     | Mittel                                                      | Ziel                                            | Tote     | Verletzte | Hintergrund             |
| ------------------ | ------------- | ----------------- | --------------------- | -------------------------- | ----------------------------------------------------------- | ----------------------------------------------- | -------- | --------- | ----------------------- |
| 20. Februar 2015   | Mogadischu    | [ 68 ]            | al-Shabaab            | wahhabitisch, islamistisch | Selbstmordattentäter, Autobombe, Schusswaffen               | Hotel                                           | 28 (+6)  | 58        | Somalischer Bürgerkrieg |
| 26. März 2015      | Jubbada Hoose | [ 69 ]            | al-Shabaab            | wahhabitisch, islamistisch | Sprengsatz, Schusswaffen                                    | Militärkonvoi                                   | 7        | 24        | Somalischer Bürgerkrieg |
| 27. März 2015      | Mogadischu    | [ 70 ]            | al-Shabaab            | wahhabitisch, islamistisch | Selbstmordattentäter mit Autobombe, Schusswaffen            | Hotel                                           | 18 (+6)  | 28        | Somalischer Bürgerkrieg |
| 26. Juni 2015      | Bay           | [ 71 ]            | al-Shabaab            | wahhabitisch, islamistisch | Selbstmordattentäter mit Autobombe, Schuss- und Stichwaffen | Militärstützpunkt, Regierungsbeamte, Zivilisten | 50 (+20) |           | Somalischer Bürgerkrieg |
| 10. Juli 2015      | Mogadischu    | [ 72 ]            | al-Shabaab            | wahhabitisch, islamistisch | Sprengstoff                                                 | Gebäude                                         | 22       | 20        | Somalischer Bürgerkrieg |
| 21. Juli 2015      | Baardheere    | [ 73 ]            | al-Shabaab            | wahhabitisch, islamistisch | Fahrzeuge, Flugabwehrraketen, Sturmgewehre                  | Soldaten                                        | 36       | 37        | Somalischer Bürgerkrieg |
| 26. Juli 2015      | Mogadischu    | [ 74 ]            | al-Shabaab            | wahhabitisch, islamistisch | Selbstmordattentäter mit Autobombe                          | Hotel                                           | 17 (+1)  | 41        | Somalischer Bürgerkrieg |
| 18. August 2015    | Galguduud     | [ 75 ]            | al-Shabaab            | wahhabitisch, islamistisch | Panzerfäuste, Maschinengewehre                              | Kontrollpunkt, Zivilisten                       | 5 (+4)   | 24        | Somalischer Bürgerkrieg |
| 22. August 2015    | Kismaayo      | [ 76 ]            | vermutlich al-Shabaab | wahhabitisch, islamistisch | 2 Selbstmordattentäter mit Autobombe                        | Militärtrainingszentrum, Soldaten               | 25 (+2)  | 30        | Somalischer Bürgerkrieg |
| 01. September 2015 | Janaale       | [ 77 ]            | al-Shabaab            | wahhabitisch, islamistisch | Selbstmordattentäter mit Autobombe, Schusswaffen            | Militärstützpunkt                               | 51 (+46) |           | Somalischer Bürgerkrieg |
| 21. September 2015 | Mogadischu    | [ 78 ]            | al-Shabaab            | wahhabitisch, islamistisch | Selbstmordattentäter mit Autobombe                          | Präsidentenpalast, Zivilisten                   | 11 (+1)  | 20        | Somalischer Bürgerkrieg |
| 01. November 2015  | Mogadischu    | [ 79 ]            | al-Shabaab            | wahhabitisch, islamistisch | 2 Autobomben, Granaten, Sprengsatz, Sturmgewehre            | Hotel, Regierungsmitglieder, Zivilisten         | 15 (+6)  | 24        | Somalischer Bürgerkrieg |
| 14. November 2015  | Kismaayo      | [ 80 ]            | al-Shabaab            | wahhabitisch, islamistisch | Sturmgewehre                                                | Militärstützpunkt                               | 7 (+6)   | 25        | Somalischer Bürgerkrieg |

## 2016
| Datum/Beginn      | Ort               | Artikel/Quelle(n)        | Täter      | Politische Ausrichtung     | Mittel                                                        | Ziel                             | Tote     | Verletzte | Hintergrund             |
| ----------------- | ----------------- | ------------------------ | ---------- | -------------------------- | ------------------------------------------------------------- | -------------------------------- | -------- | --------- | ----------------------- |
| 07. Januar 2016   | Bay               | [ 81 ]                   | al-Shabaab | wahhabitisch, islamistisch | Panzerfäuste                                                  | Militärstützpunkt                | 10 (+7)  | 25        | Somalischer Bürgerkrieg |
| 02. Februar 2016  | Mogadischu        | Daallo-Airlines-Flug 159 | al-Shabaab | wahhabitisch, islamistisch | Sprengstoff (Selbstmordattentäter)                            | Passagierflugzeug                | 0 (+1)   | 2         |                         |
| 26. Februar 2016  | Mogadischu        | [ 82 ] [ 83 ]            | al-Shabaab | wahhabitisch, islamistisch | Selbstmordattentäter mit Autobomben und Schusswaffen          | Hotel, Park                      | 25 (+5)  | 60        | Somalischer Bürgerkrieg |
| 28. Februar 2016  | Baidoa            | [ 84 ] [ 85 ]            | al-Shabaab | wahhabitisch, islamistisch | Selbstmordattentäter, Autobombe                               | Apotheke, Restaurant, Zivilisten | 31 (+1)  | 61        | Somalischer Bürgerkrieg |
| 20. März 2016     | Shabeellaha Hoose | [ 86 ]                   | al-Shabaab | wahhabitisch, islamistisch | Schusswaffen                                                  | Militärstützpunkt                | 35       | 23        | Somalischer Bürgerkrieg |
| 01. Juni 2016     | Mogadischu        | [ 87 ]                   | al-Shabaab | wahhabitisch, islamistisch | Selbstmordattentäter mit Autobombe, Schusswaffen, Geiselnahme | Hotel, Parlamentarier            | 20 (+4)  | 50        | Somalischer Bürgerkrieg |
| 30. Juni 2016     | Shabeellaha Hoose | [ 88 ]                   | al-Shabaab | wahhabitisch, islamistisch | Sprengsatz                                                    | Bus, Militärfahrzeug             | 20+      |           | Somalischer Bürgerkrieg |
| 01. Juli 2016     | Baidoa            | [ 89 ] [ 90 ]            | al-Shabaab | wahhabitisch, islamistisch | Mörsergranaten                                                | Wohnviertel                      | 4        | 20        | Somalischer Bürgerkrieg |
| 21. August 2016   | Gaalkacyo         | [ 91 ] [ 92 ]            | al-Shabaab | wahhabitisch, islamistisch | 2 Selbstmordattentäter mit Autobomben                         | Regierungsgebäude, Markt         | 25 (+2)  | 60        | Somalischer Bürgerkrieg |
| 30. August 2016   | Mogadischu        | [ 93 ]                   | al-Shabaab | wahhabitisch, islamistisch | Selbstmordattentäter mit Autobombe                            | Hotel                            | 22 (+1)  | 50        | Somalischer Bürgerkrieg |
| 15. November 2016 | Bakool            | [ 94 ]                   | al-Shabaab | wahhabitisch, islamistisch | Selbstmordattentäter mit Autobomben, Schusswaffen             | Militärstützpunkte               | 20 (+12) | 40        | Somalischer Bürgerkrieg |
| 26. November 2016 | Mogadischu        | [ 95 ]                   | al-Shabaab | wahhabitisch, islamistisch | Autobombe                                                     | Markt                            | 30       | 43        | Somalischer Bürgerkrieg |
| 11. Dezember 2016 | Mogadischu        | [ 96 ]                   | al-Shabaab | wahhabitisch, islamistisch | Autobombe (Sprengstoffbeladener Lkw)                          | Hafen                            | 29       | 48        | Somalischer Bürgerkrieg |

## 2017
| Datum/Beginn       | Ort               | Artikel/Quelle(n)                          | Täter                 | Politische Ausrichtung     | Mittel                                                                         | Ziel                                      | Tote     | Verletzte | Hintergrund             |
| ------------------ | ----------------- | ------------------------------------------ | --------------------- | -------------------------- | ------------------------------------------------------------------------------ | ----------------------------------------- | -------- | --------- | ----------------------- |
| 25. Januar 2017    | Mogadischu        | [ 97 ]                                     | al-Shabaab            | wahhabitisch, islamistisch | Selbstmordattentäter mit Autobombe, Autobombe, Schusswaffen                    | Hotel, Regierungsmitglieder, Journalisten | 30 (+4)  | 41        | Somalischer Bürgerkrieg |
| 30. Januar 2017    | Bay               | [ 98 ]                                     | al-Shabaab            | wahhabitisch, islamistisch | Gift                                                                           | Brunnen                                   | 32       | 10        | Somalischer Bürgerkrieg |
| 19. Februar 2017   | Mogadischu        | [ 99 ]                                     | al-Shabaab            | wahhabitisch, islamistisch | Selbstmordattentäter mit Autobombe                                             | Markt                                     | 39 (+1)  | 47        | Somalischer Bürgerkrieg |
| 06. April 2017     | Shabeellaha Hoose | [ 100 ]                                    | vermutlich al-Shabaab | wahhabitisch, islamistisch | Landmine                                                                       | Pendlerbus                                | 20       | 10        | Somalischer Bürgerkrieg |
| 08. Juni 2017      | Bari              | [ 101 ]                                    | al-Shabaab            | wahhabitisch, islamistisch | Selbstmordattentäter mit Autobombe, Schuss- und Stichwaffen, Entführung        | Militärstützpunkt                         | 68 (+9)  | 20        | Somalischer Bürgerkrieg |
| 14. Juni 2017      | Mogadischu        | [ 102 ]                                    | al-Shabaab            | wahhabitisch, islamistisch | Selbstmordattentäter mit Autobombe, Schusswaffen, Geiselnahme                  | Nachtclub, Pizzeria                       | 31 (+6)  | 26        | Somalischer Bürgerkrieg |
| 01. September 2017 | Bari              | [ 103 ] [ 104 ]                            | al-Shabaab            | wahhabitisch, islamistisch | 2 Sprengsätze                                                                  | Markt, Soldaten                           | 10       | 35        | Somalischer Bürgerkrieg |
| 14. Oktober 2017   | Mogadischu        | Anschlag in Mogadischu am 14. Oktober 2017 | al-Shabaab            | wahhabitisch, islamistisch | 2 Selbstmordattentäter mit Autobomben                                          | Flughafen, Hotel, Zivilisten              | 589 (+1) | 316       | Somalischer Bürgerkrieg |
| 28. Oktober 2017   | Mogadischu        | [ 107 ] [ 108 ]                            | al-Shabaab            | wahhabitisch, islamistisch | 2 Selbstmordattentäter mit Autobomben, 2 Selbstmordattentäter mit Schusswaffen | Hotel, Zivilisten                         | 29 (+4)  | 41        | Somalischer Bürgerkrieg |
| 14. Dezember 2017  | Mogadischu        | [ 109 ]                                    | al-Shabaab            | wahhabitisch, islamistisch | Selbstmordattentäter                                                           | Polizeikaserne                            | 18 (+1)  | 15        | Somalischer Bürgerkrieg |

## 2018
| Datum/Beginn      | Ort               | Artikel/Quelle(n)       | Täter      | Politische Ausrichtung     | Mittel                                                                   | Ziel                     | Tote     | Verletzte | Hintergrund             |
| ----------------- | ----------------- | ----------------------- | ---------- | -------------------------- | ------------------------------------------------------------------------ | ------------------------ | -------- | --------- | ----------------------- |
| 23. Februar 2018  | Mogadischu        | [ 110 ] [ 111 ] [ 112 ] | al-Shabaab | wahhabitisch, islamistisch | 2 Selbstmordattentäter mit Autobomben, Schusswaffen                      | Hotel, Kontrollpunkt     | 45 (+5)  | 36        | Somalischer Bürgerkrieg |
| 22. März 2018     | Mogadischu        | [ 113 ] [ 114 ]         | al-Shabaab | wahhabitisch, islamistisch | Selbstmordattentäter mit Motorradbombe                                   | Hotel, Soldaten          | 17 (+1)  | 20        | Somalischer Bürgerkrieg |
| 01. April 2018    | Shabeellaha Hoose | [ 115 ] [ 116 ]         | al-Shabaab | wahhabitisch, islamistisch | Selbstmordattentäter mit Autobomben, Mörser, Schusswaffen, Brandstiftung | Militärstützpunkt        | 59 (+14) |           | Somalischer Bürgerkrieg |
| 01. Juni 2018     | Hiiraan           | [ 117 ] [ 118 ]         | al-Shabaab | wahhabitisch, islamistisch | Schusswaffen, Mörser                                                     | Soldaten                 | 72       |           | Somalischer Bürgerkrieg |
| 23. Juli 2018     | Jubbada Hoose     | [ 119 ]                 | al-Shabaab | wahhabitisch, islamistisch | Selbstmordattentäter mit Autobombe, Schusswaffen                         | Militärstützpunkt        | 5 (+10)  | 30        | Somalischer Bürgerkrieg |
| 13. Oktober 2018  | Baidoa            | [ 120 ] [ 121 ] [ 122 ] | al-Shabaab | wahhabitisch, islamistisch | 2 Selbstmordattentäter                                                   | Restaurant, Hotel        | 20 (+2)  | 31        | Somalischer Bürgerkrieg |
| 09. November 2018 | Mogadischu        | [ 123 ] [ 124 ] [ 125 ] | al-Shabaab | wahhabitisch, islamistisch | 2 Selbstmordattentäter mit Autobomben, Autobombe, Schusswaffen           | Hotel, Bus               | 65 (+7)  | 106       | Somalischer Bürgerkrieg |
| 26. November 2018 | Gaalkacyo         | [ 126 ] [ 127 ]         | al-Shabaab | wahhabitisch, islamistisch | Selbstmordattentäter mit Autobombe, Schusswaffen                         | Religiöses Zentrum       | 18 (+4)  | 20 (+1)   | Somalischer Bürgerkrieg |
| 22. Dezember 2018 | Mogadischu        | [ 128 ] [ 129 ] [ 130 ] | al-Shabaab | wahhabitisch, islamistisch | 2 Selbstmordattentäter mit Autobomben                                    | Villa Somalia, Gefängnis | 26 (+2)  | 40        | Somalischer Bürgerkrieg |

## 2019
| Datum/Beginn      | Ort        | Artikel/Quelle(n)                       | Täter                 | Politische Ausrichtung     | Mittel                                                        | Ziel                                             | Tote    | Verletzte | Hintergrund             |
| ----------------- | ---------- | --------------------------------------- | --------------------- | -------------------------- | ------------------------------------------------------------- | ------------------------------------------------ | ------- | --------- | ----------------------- |
| 28. Februar 2019  | Mogadischu | [ 131 ] [ 132 ] [ 133 ]                 | al-Shabaab            | wahhabitisch, islamistisch | 2 Selbstmordattentäter mit Autobomben, Sturmgewehre, Granaten | Hotel, Soldaten                                  | 25 (+1) | 131       | Somalischer Bürgerkrieg |
| 13. März 2019     | Bay        | [ 134 ] [ 135 ]                         | al-Shabaab            | wahhabitisch, islamistisch | Landmine                                                      | Markt                                            | 8       | 40        | Somalischer Bürgerkrieg |
| 23. März 2019     | Mogadischu | Anschlag in Mogadischu am 23. März 2019 | al-Shabaab            | wahhabitisch, islamistisch | Selbstmordattentäter mit Autobombe, Schusswaffen              | Regierungsgebäude, Zivilisten                    | 15 (+5) | 20        | Somalischer Bürgerkrieg |
| 28. März 2019     | Mogadischu | [ 137 ] [ 138 ]                         | vermutlich al-Shabaab | wahhabitisch, islamistisch | Autobombe                                                     | Restaurant                                       | 15      | 20        | Somalischer Bürgerkrieg |
| 22. Mai 2019      | Mogadischu | [ 139 ] [ 140 ]                         | al-Shabaab            | wahhabitisch, islamistisch | Selbstmordattentäter mit Autobombe                            | Kontrollpunkt, Regierungsmitarbeiter             | 20 (+1) | 32        | Somalischer Bürgerkrieg |
| 15. Juni 2019     | Mogadischu | [ 141 ] [ 142 ] [ 143 ]                 | al-Shabaab            | wahhabitisch, islamistisch | Selbstmordattentäter mit Autobombe, Autobombe                 | Parlamentsgebäude, Flughafen, Kontrollpunkte     | 11 (+1) | 21 (+1)   | Somalischer Bürgerkrieg |
| 12. Juli 2019     | Kismaayo   | [ 144 ] [ 145 ]                         | al-Shabaab            | wahhabitisch, islamistisch | Selbstmordattentäter mit Autobombe, Sturmgewehre              | Hotel, Journalisten                              | 26 (+4) | 56        | Somalischer Bürgerkrieg |
| 22. Juli 2019     | Mogadischu | [ 146 ] [ 147 ]                         | al-Shabaab            | wahhabitisch, islamistisch | Selbstmordattentäter mit Autobombe                            | Kontrollpunkt, Flughafen Mogadischu              | 16 (+1) | 28        | Somalischer Bürgerkrieg |
| 21. Dezember 2019 | Mogadischu | [ 148 ]                                 | al-Shabaab            | wahhabitisch, islamistisch | Selbstmordattentäter mit Autobombe                            | Hotel, Zivilisten                                | 7 (+1)  | 21        | Somalischer Bürgerkrieg |
| 28. Dezember 2019 | Mogadischu | [ 149 ] [ 150 ]                         | al-Shabaab            | wahhabitisch, islamistisch | Selbstmordattentäter mit Autobombe                            | Kontrollpunkt, Universität, türkische Ingenieure | 83 (+1) | 148       | Somalischer Bürgerkrieg |

## 2020
| Datum/Beginn       | Ort               | Artikel/Quelle(n) | Täter                 | Politische Ausrichtung     | Mittel                                                        | Ziel                                              | Tote     | Verletzte | Hintergrund             |
| ------------------ | ----------------- | ----------------- | --------------------- | -------------------------- | ------------------------------------------------------------- | ------------------------------------------------- | -------- | --------- | ----------------------- |
| 18. Januar 2020    | Afgooye           | [ 151 ]           | al-Shabaab            | wahhabitisch, islamistisch | Selbstmordattentäter mit Autobombe                            | Türkische Ingenieure, Polizisten                  | 4 (+1)   | 20        | Somalischer Bürgerkrieg |
| 19. Februar 2020   | Shabeellaha Hoose | [ 152 ]           | al-Shabaab            | wahhabitisch, islamistisch | Selbstmordattentäter mit Autobombe, Schusswaffen              | Militärstützpunkt                                 | 20 (+13) | 18        | Somalischer Bürgerkrieg |
| 24. Mai 2020       | Baidoa            | [ 153 ] [ 154 ]   | vermutlich al-Shabaab | wahhabitisch, islamistisch | Autobombe                                                     | Veranstaltung                                     | 5        | 20        | Somalischer Bürgerkrieg |
| 02. Juni 2020      | Gedo              | [ 155 ]           | al-Shabaab            | wahhabitisch, islamistisch | Schusswaffen                                                  | Abdullahi Sharif (Regierungsbeamter)              |          | 24        | Somalischer Bürgerkrieg |
| 16. August 2020    | Mogadischu        | [ 156 ] [ 157 ]   | al-Shabaab            | wahhabitisch, islamistisch | Selbstmordattentäter mit Autobombe, Automatische Schusswaffen | Hotel                                             | 14 (+3)  | 28        | Somalischer Bürgerkrieg |
| 11. September 2020 | Kismaayo          | [ 158 ] [ 159 ]   | al-Shabaab            | wahhabitisch, islamistisch | Selbstmordattentäter                                          | Moschee                                           | 6 (+1)   | 20        | Somalischer Bürgerkrieg |
| 18. Dezember 2020  | Gaalkacyo         | [ 160 ]           | al-Shabaab            | wahhabitisch, islamistisch | Selbstmordattentäter                                          | Kundgebung des Premierministers, Militäroffiziere | 21 (+1)  | 19        | Somalischer Bürgerkrieg |

## 2021
| Datum/Beginn    | Ort               | Artikel/Quelle(n) | Täter      | Politische Ausrichtung     | Mittel                             | Ziel                          | Tote    | Verletzte | Hintergrund             |
| --------------- | ----------------- | ----------------- | ---------- | -------------------------- | ---------------------------------- | ----------------------------- | ------- | --------- | ----------------------- |
| 02. Januar 2021 | Mogadischu        | [ 161 ]           | al-Shabaab | wahhabitisch, islamistisch | Selbstmordattentäter               | Baustelle, türkische Arbeiter | 5 (+1)  | 14        | Somalischer Bürgerkrieg |
| 05. März 2021   | Mogadischu        | [ 162 ] [ 163 ]   | al-Shabaab | wahhabitisch, islamistisch | Selbstmordattentäter mit Autobombe | Restaurant                    | 20 (+1) | 30        | Somalischer Bürgerkrieg |
| 08. April 2021  | Shabeellaha Dhexe | [ 164 ]           | Al-Shabaab | wahhabitisch, islamistisch | Sprengsatz, Schusswaffen           | Soldaten                      | 2 (+?)  | 3         | Somalischer Bürgerkrieg |
| 20. April 2021  |                   | [ 165 ]           | al-Shabaab | wahhabitisch, islamistisch | Sprengsatz                         | Beamter                       | 1       | 3         | Somalischer Bürgerkrieg |
| 21. April 2021  |                   | [ 166 ]           | al-Shabaab | wahhabitisch, islamistisch | Mörser                             | Wohngebiet                    | 4       | 4         | Somalischer Bürgerkrieg |

## 2022
| Datum/Beginn       | Ort               | Artikel/Quelle(n)                          | Täter      | Politische Ausrichtung     | Mittel                                           | Ziel                                           | Tote    | Verletzte | Hintergrund             |
| ------------------ | ----------------- | ------------------------------------------ | ---------- | -------------------------- | ------------------------------------------------ | ---------------------------------------------- | ------- | --------- | ----------------------- |
| 24. März 2022      | Beledweyne        | [ 167 ]                                    | al-Shabaab | wahhabitisch, islamistisch | 2 Selbstmordattentäter mit Autobombe             | Amina Mohamed, Geistliche, Zivilisten          | 48 (+2) | 108       | Somalischer Bürgerkrieg |
| 03. Mai 2022       | Shabeellaha Hoose | [ 168 ]                                    | al-Shabaab | wahhabitisch, islamistisch | 3 Autobomben, Schusswaffen                       | Militärstützpunkt, burundische AMISOM-Soldaten | 30      | 20        | Somalischer Bürgerkrieg |
| 19. August 2022    | Mogadischu        | [ 169 ]                                    | al-Shabaab | wahhabitisch, islamistisch | 2 Autobomben, Schusswaffen, Geiselnahme          | Hotel                                          | 21 (+?) | 117       | Somalischer Bürgerkrieg |
| 03. September 2022 | Hiiraan           | [ 170 ]                                    | al-Shabaab | wahhabitisch, islamistisch | Schusswaffen, Brandstiftung                      | Hilfskonvoi                                    | 20      |           | Somalischer Bürgerkrieg |
| 03. Oktober 2022   | Beledweyne        | [ 171 ]                                    | al-Shabaab | wahhabitisch, islamistisch | 2 Selbstmordattentäter                           | Regierungsgebäude                              | 20 (+2) | 36        | Somalischer Bürgerkrieg |
| 23. Oktober 2022   | Kismaayo          | [ 172 ]                                    | al-Shabaab | wahhabitisch, islamistisch | Selbstmordattentäter mit Autobombe, Schusswaffen | Hotel                                          | 8 (+4)  | 41        | Somalischer Bürgerkrieg |
| 29. Oktober 2022   | Mogadischu        | Anschlag in Mogadischu am 29. Oktober 2022 | al-Shabaab | wahhabitisch, islamistisch | 2 Autobomben                                     | Bildungsministerium                            | 121+    | 350+      | Somalischer Bürgerkrieg |

## 2023
| Datum/Beginn       | Ort               | Artikel/Quelle(n) | Täter      | Politische Ausrichtung     | Mittel                                           | Ziel                                | Tote     | Verletzte | Hintergrund             |
| ------------------ | ----------------- | ----------------- | ---------- | -------------------------- | ------------------------------------------------ | ----------------------------------- | -------- | --------- | ----------------------- |
| 04. Januar 2023    | Hiiraan           | [ 174 ]           | al-Shabaab | wahhabitisch, islamistisch | 2 Autobomben                                     | Regierungsbeamte, Markt, Zivilisten | 35       |           | Somalischer Bürgerkrieg |
| 06. Januar 2023    | Shabeellaha Dhexe | [ 175 ]           | al-Shabaab | wahhabitisch, islamistisch | Selbstmordattentäter mit Autobombe, Schusswaffen | Militärstützpunkt                   | 20       |           | Somalischer Bürgerkrieg |
| 14. Januar 2023    | Buulobarde        | [ 176 ]           | al-Shabaab | wahhabitisch, islamistisch | Selbstmordattentäter mit Autobombe               | Polizeistation                      | 11 (+1)  | 50+       | Somalischer Bürgerkrieg |
| 24. Juli 2023      | Mogadischu        | [ 177 ] [ 178 ]   | al-Shabaab | wahhabitisch, islamistisch | Selbstmordattentäter                             | Militärakademie                     | ~25 (+1) | ~60       | Somalischer Bürgerkrieg |
| 23. September 2023 | Beledweyne        | [ 179 ]           |            |                            | Autobombe                                        | Geschäfte, Zivilisten               | 18       | 40        | Somalischer Bürgerkrieg |

## 2024
| Datum/Beginn     | Ort        | Artikel/Quelle(n)                     | Täter      | Politische Ausrichtung     | Mittel                                          | Ziel                 | Tote     | Verletzte | Hintergrund             |
| ---------------- | ---------- | ------------------------------------- | ---------- | -------------------------- | ----------------------------------------------- | -------------------- | -------- | --------- | ----------------------- |
| 06. Februar 2024 | Mogadischu | [ 180 ]                               |            |                            | 4 Sprengsätze                                   | Markt                | 10       | 20        | Somalischer Bürgerkrieg |
| 14. Juli 2024    | Mogadischu | [ 181 ]                               | al-Shabaab | wahhabitisch, islamistisch | Selbstmordattentäter mit Autobombe              | Café, Public Viewing | 8 (+1)   | 20        | Somalischer Bürgerkrieg |
| 22. Juli 2024    | Jubaland   | [ 182 ]                               | al-Shabaab | wahhabitisch, islamistisch | 4 Autobomben                                    | Militärstützpunkte   | 35 (+80) |           | Somalischer Bürgerkrieg |
| 02. August 2024  | Mogadischu | Anschlag in Mogadischu im August 2024 | al-Shabaab | wahhabitisch, islamistisch | Selbstmordattentäter, Schusswaffen, Sprengsätze | Strandhotel          | 38 (+6)  | 212       | Somalischer Bürgerkrieg |
| 17. August 2024  | Mogadischu | [ 184 ]                               | al-Shabaab | wahhabitisch, islamistisch | Sprengsatz                                      | Teehaus              | 20       | 10+       | Somalischer Bürgerkrieg |